# Аппер-Дірфілд Тауншип (Нью-Джерсі)
Аппер-Дірфілд Тауншип (англ. Upper Deerfield Township) — селище (англ. township) в США, в окрузі Камберленд штату Нью-Джерсі. Населення — 7645 осіб (2020).

## Демографія
Згідно з переписом 2010 року, у селищі мешкало 7660 осіб у 2866 домогосподарствах у складі 2105 родин. Було 3025 помешкань
Расовий склад населення:
| - 74,7 % — білих - 13,0 % — чорних або афроамериканців - 2,7 % — азіатів - 1,3 % — корінних американців - 5,4 % — осіб інших рас |

До двох чи більше рас належало 3,1 %. Частка іспаномовних становила 9,4 % від усіх жителів.
За віковим діапазоном населення розподілялося таким чином: 23,5 % — особи молодші 18 років, 60,1 % — особи у віці 18—64 років, 16,4 % — особи у віці 65 років та старші. Медіана віку мешканця становила 41,2 року. На 100 осіб жіночої статі у селищі припадало 93,0 чоловіків;  на 100 жінок у віці від 18 років та старших — 89,6 чоловіків також старших 18 років.
Середній дохід на одне домашнє господарство  становив 70 435 доларів США (медіана — 53 547), а середній дохід на одну сім'ю — 77 672 долари (медіана — 59 607). Медіана доходів становила 56 678 доларів для чоловіків та 44 130 доларів для жінок. За межею бідності перебувало 7,9 % осіб, у тому числі 13,1 % дітей у віці до 18 років та 1,8 % осіб у віці 65 років та старших.
Цивільне працевлаштоване населення становило 3235 осіб. Основні галузі зайнятості: освіта, охорона здоров'я та соціальна допомога — 33,7 %, роздрібна торгівля — 13,3 %, публічна адміністрація — 9,3 %, мистецтво, розваги та відпочинок — 6,9 %.